# Xanthopimpla conica
Xanthopimpla conica är en stekelart som beskrevs av Joseph Augustine Cushman 1925. Xanthopimpla conica ingår i släktet Xanthopimpla och familjen brokparasitsteklar. Inga underarter finns listade i Catalogue of Life.